# Camille Ayglon-Saurina
Camille Ayglon-Saurina (Aviñón, 21 de mayo de 1985) es una exjugadora francesa de balonmano, lateral derecha zurda, internacional absoluta entre 2007 y 2019 y medallista olímpica de plata en Río de Janeiro 2016.

## Trayectoria

### Clubes
Se formó y debutó en el Handball Cercle Nîmes a finales de los años 1990, donde se consolidó como una de las mejores laterales derechas de la liga francesa. En 2008 fichó por el Metz Handball, con el que conquistó la liga francesa de 2009 y la Copa de Francia de 2010, además de las Copas de la Liga de 2009 y 2010; en ese periodo también fue elegida mejor lateral derecha de la LFH en 2010 y 2011.
En 2010 regresó al HBC Nîmes, con el que alcanzó, entre otros, la semifinal de la Challenge Cup en 2011-13. Tras la liquidación del club en 2016, emprendió su primera experiencia en el extranjero con el CSM București de Rumanía, con el que fue dos veces bronce en la Liga de Campeones (2017 y 2018) y logró dobletes liga-copa y la Supercopa en 2016 y 2017.
En 2018 volvió a Francia para fichar por el Nantes Atlantique Handball (Les Neptunes), donde cerró su carrera ganando la EHF European League de 2021 y anunciando su retirada al término de la temporada 2020-21.

#### Trayectoria de clubes
- 1999 – 2008:  Handball Cercle Nîmes.[1]
- 2008 – 2010:  Metz Handball.[3]
- 2010 – 2016:  Handball Cercle Nîmes.[7]
- 2016 – 2018:  CSM București.[8]
- 2018 – 2021:  Nantes Atlantique Handball (Les Neptunes).[10]

### Selección
Debutó con la selección absoluta de Francia en 2007 y acumuló 270 internacionalidades hasta 2019. Disputó tres ediciones de los Juegos Olímpicos —Pekín 2008, Londres 2012 (quinto puesto) y Río de Janeiro 2016 (plata)—, fue subcampeona mundial en 2009 (China) y 2011 (Brasil), campeona del mundo en 2017 (Alemania) y campeona de Europa en 2018 (final en París-Bercy).

## Premios y títulos

### Con la selección
- 1 x Medalla de oro en el Campeonato del Mundo (2017).[13]
- 1 x Medalla de oro en el Campeonato de Europa (2018).[17]
- 2 x Medalla de plata en el Campeonato del Mundo (2009,2011)[14][15]
- 1 x Medalla de plata en los Juegos Olímpicos de Río 2016).[2]
- 1 x Medalla de bronce en el Campeonato de Europa (2016)

### Con sus clubes
- 1 x Liga de Francia .[3]
- 1 x Copa de Francia.[4]
- 2 x Copa de la Liga.[3]
- 1 x Liga Europea Femenina de la EHF.[11]

## Vida personal
Está casada con el exjugador y técnico francés Guillaume Saurina; ambos coincidieron en 2017 en las finales a cuatro (ella con CSM București y él con HBC Nantes). El 24 de septiembre de 2013 fue madre de su primer hijo, Milo, regresando a las pistas a comienzos de 2014. Tras retirarse, en 2024 se incorporó como entrenadora asistente del combinado femenino juvenil (U20) de Francia.